# Мохун Баган Супер Гигант
«Мохун Баган Супер Гигант» (англ. Mohun Bagan Super Giant) — спортивный клуб из Калькутты (штат Западная Бенгалия, Индия), наиболее известный своей футбольной командой. Является одним из старейших футбольных клубов Азии, был учреждён 15 августа 1889 года. В год своего столетия получил особый титул «Национального клуба Индии» в знак заслуг перед индийским государством. Первым президентом клуба был политик Бхупендра Натх Бос. Совместно с крупнейшим производителем стали в стране Steel Authority of India Limited (SAIL), клуб содержит футбольную академию, расположенную в Дургапуре.
С самого дня основания команде сопутствовал успех, в последующие годы клуб смог подтвердить свой статус одного из ведущих клубов Индии победами во многих турнирах общенационального значения. «Мохун Баган» был первым индийским клубом, одержавшим  победу над европейской командой, одолев в 1911 году в матче за Кубок ИФА англичан из Восточно-Йоркширского полка со счетом 2:0. «Мохун Баган» многие годы продолжает соперничество  со своими земляками из футбольного клуба «Ист-Бенгал».
1 июня 2020 года клуб слился с АТК для создания команды «Мохун Баган Супер Гигант».

## История
Клуб был основан в Калькутте 15 августа 1889 года под именем «Спортивный клуб „Мохун Баган“» (Mohun Bagan Sporting Club). В первом заседании клуба, приняли участие несколько влиятельных персон, в том числе первый президент клуба Бхупендра Натх Бос, ставший позднее (в 1914 году) председателем партии Индийский национальный конгресс. Первым секретарём клуба стал Джатиндранат Басу.
Первой спортивной площадкой клуба стала территория Мраморного дворца, известного также под названием «Вилла Мохун Баган», располагающегося на севере Калькутты. Хотя территория дворца не слишком приспособлена для проведения футбольных матчей, считается, что свою первую игру футболисты клуба провели именно здесь, против команды студентов из общежития Eden Hindu Hostel. Молодые люди, студенты, для приобретения членства в клубе в то время должны были предоставить руководству разрешение родителей, особое внимание также уделялось воспитанности и образованности кандидатов. Незадолго до первой годовщины клуба, студенты Президенси-колледжа, одновременно являвшиеся членами «Мохун Баган», пригласили посетить клуб своего профессора, знаменитого грамматолога Ф. Дж. Роу. Тот обратил внимание на то, что, из-за отсутствия условий для занятий такими важными видами спорта, как стрельба или рыбная ловля, клуб правильней было бы называть не «спортивным» а «атлетическим». С тех пор клуб известен как «Атлетический клуб „Мохун Баган“» (Mohun Bagan Athletic Club). Собрание в честь второй годовщины клуба прошло под председательством сэра Томаса Холланда, который позднее был назначен членом Совета при генерал-губернаторе Индии.
В 1891 году махараджа пригорода Калькутты Швампукура Дурга Чаран Лаха разрешил спортсменам разместиться на своих землях; позднее, с помощью председателя Kolkata Municipal Corporation Гарри Ли, клуб переехал на площадку в районе Шьям Сквер, которую делил с двумя другими клубами.
Первоначально в клубе практиковали только занятия футболом, но вскоре члены клуба стали уделять время и  другим видам спорта, включавшим хоккей на траве, теннис, бадминтон и лёгкую атлетику. Крикет попал в их число в 1900 году. Ежегодные клубные соревнования по лёгкой атлетике проходили зрелищно и с большим размахом.
Крупнейшим событием в клубном календаре был День «Мохун Баган». В качестве даты было выбрано 29 июля, день, когда в 1911 году «Мохун Баган» первой среди индийских команд одержал победу над британской командой в футбольном матче на Кубок ИФА. "«Мохун Баган» это не только футбольная команда. Это угнетённая страна, повергнутая в прах, которая только-только начинает поднимать голову" — писал о клубе Ачинтья Кумар Сенгупта в журнале «Каллол Джуг» после той исторической победы в 1911 году.
В 1989 году правительство Индии выпустило почтовую марку к столетию со дня основания клуба. Тогдашний премьер-министр страны Раджив Ганди удостоил «Мохун Баган» титула «Национальный клуб Индии», за то, что его победа в 1911 году привела к значительному подъёму национально-освободительного движения в Индии.
С сентября 2007 года президент «Мохун Баган» Свапан Садхан Босе входит в состав специальной комиссии ФИФА по делам клубов, наряду с руководителями ещё 10 футбольных клубов со всего мира.

## Достижения
- Индийская суперлига

2-е место — 2020-21 

1-е место — 2022-23 